# Giovanni Delago
Johann Baptist "Giovanni" Delago, född 31 januari 1903 i Urtijëi, Sydtyrolen, död 14 augusti 1987 i Merano, var en italiensk vinteridrottare. Han deltog i olympiska spelen 1932 i Lake Placid på längdskidåkning 50 kilometer, men bröt loppet.